# 秦望山 (人物)

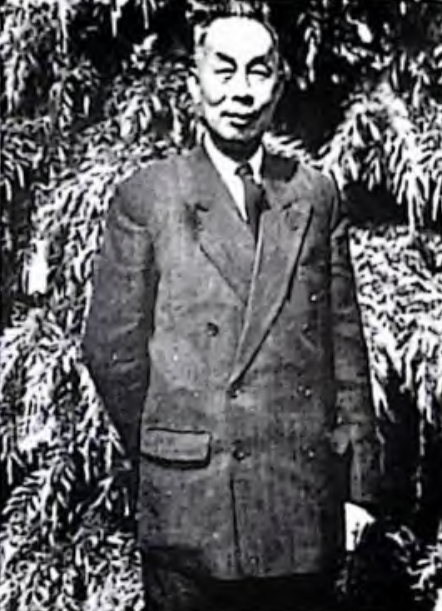
秦望山

秦望山（1896年—1970年1月12日），福建省泉州府城东郊草埔尾（今属福建省泉州市鲤城区）人，20世纪中国政治和军事人物、无政府主义活动家。

## 生平
清光绪二十二年（1896年）秋，秦望山出生在泉州府城东郊草埔尾的一间农舍中。其父曾为私塾先生，秦望山出生时已年老。秦望山幼年曾读私塾，稍长便随乡人远赴菲律宾谋生。辛亥革命后，革命思潮在东南亚华侨中迅速传播，深受新思想影响的秦望山在16岁时决定弃商返国，投身革命，并立下誓言：“谁能救中国，我就跟谁走。”
民国四年（1915年），秦望山加入孙中山领导的中华革命党，与王泉笙、桂华山等革命党人一同参与反袁运动。民国七年（1918年），参加许卓然领导的闽南靖国军讨伐福建督军李厚基的斗争。民国十年（1921年），在上海与许卓然等人组织福建自治促进会，倡议将李厚基驱离福建。秦望山受派返回福建，担任福建自治军全权代表，发表《福建自治军宣言》，并委任云霄县的黄廷经为福建自治军漳属指挥官。黄廷经起事失败后，秦望山转至南安县凤巢山建立根据地，将收编的福建民军分为四路，自组第五路军并任指挥，与李厚基部多次交战并取得胜利。民国十一年（1922年），部队调整番号，许卓然任第二路司令，秦望山另组第三支队，并任统领。
民国十二年（1923年）2月，东路讨贼军军长许崇智派前敌总指挥何成濬率部4000人由福州南下，与福建自治军协同攻占泉州。秦望山率部进驻石狮一带，同年，秦望山部移驻南安县官桥的漳州寮，开办训练所，由无政府主义者梁冰弦主持政治教学，还托梁冰弦介绍老牌无政府主义者郑文湘为帮统兼训练所的教育长，向学生灌输无政府主义思想，以培养军队骨干；第一期招生50名，其中有李良荣；期间，还设立一个铸造辅币的工厂，以补给经费。后来，随许卓然前往广东讨伐陈炯明。行至平和县时被围，突围后转赴上海。
民国十四年（1925年）初，秦望山在上海大学肄业，旋即返回厦门，加入中国国民党。同年6月8日，中国国民党福建临时省党部在厦门成立，秦望山当选为执行委员。随后又当选为中国国民党厦门市党部临时执行委员会常务委员。七月，国民党中央派丁超五到厦门筹备成立福建省党部，秦望山转赴诏安，出任诏安干部学校政治部主任。
民国十五年（1926年）1月，秦望山奉许卓然之命潜入泉州，任中国国民党晋江县临时党部筹备主任。11月，北伐军攻占泉州；12月，中国国民党晋江县临时党部成立，秦望山任主任委员；同时，秦望山以晋江县临时党部名义开设晋江县宣传养成所，培养干部。
民国十六年（1927年）4月，中国国民党晋江县临时党部发动“清党”。5月，由于未能抓捕陈文总等共产党人，福建新编军以“清党不彻底”为由，下令通缉秦望山，他被迫离开福建。
民国十七年春（1928年），国民革命军第十一军入福建解决新编军问题后，福建省政府委任秦望山为泉永民团编练处特派员。他借助第十一军的力量剿灭流氓匪徒组成的泉州市卫队。
民国十八年（1929年），秦望山与许卓然、梁披云等在泉州创办黎明高级中学。民国二十三年（1934年），任泉州平民中学董事长，后将其改为民生农校。此时，在秦望山周围，聚集了梁披云、叶非英、张赖愚、刘抱真等无政府主义者。
民国二十六年（1937年），抗日战争爆发，秦望山任泉州防灾委员会主任，后调任福建省抗敌后援会晋江县分会常务委员兼总务股股长。民国二十七年（1938年）起，连任第一、二届国民参政员，两度前往南洋动员华侨捐资，以支援抗战。菲律宾被日军占领后，他滞留当地，担任菲律宾血干团总顾问兼青年工作队指导。
菲律宾光复后，秦望山回国，任国民政府中央监察委员、福建华侨建设公司董事长，推动福建铁路建设、永春天湖山煤矿开发、安海港围垦工程，并筹建福建水利建设公司。他将友人赠送的3万多美元，大部分用于投资福建华侨建设公司，并将部分股票抵押筹得1万多美元，捐赠给泉州民生农校作为校舍建设经费。
民国三十八年七月（1949年），因劝李良荣和李汉冲在闽西起义，遭军统特务毛森追捕，被迫逃往香港，开设福元船务行。
中华人民共和国成立后，秦望山在香港积极协助中华人民共和国的货运工作。1950年，一艘从广州运往汕头的油船被国军炮艇劫往台湾，长子秦长城也被扣押。为交涉人船释放，他迁居砂拉越，创办报刊并经营印务馆，因宣传中华人民共和国而遭英国殖民政府驱逐，遂回香港继续经商。
1957年1月，在何香凝、邵力子等人的关心下，秦望山举家自香港返中国大陆定居。不久加入中国国民党革命委员会（民革），先后担任第二届民革福建省委委员、第三、四届省委常委、台湾工作组组长，兼任第三届福建省政协常委。
回到中国大陆后，秦望山撰写文章数万字，向海外宣传中国大陆的建设成果。直至临终前，仍为福建沿海建设事业提出意见与建议。1970年1月12日，病逝于福州。

## 秦望山与无政府主义
秦望山在政治、党务和军事上接受许卓然的主张，也曾受他的领导，但许卓然为三民主义者，秦望山则兼信无政府主义，两人的理念有很大差别。秦望山受无政府主义者吳稚暉影响，认为干革命如果没有无政府主义头脑，会堕落到升官发财的泥坑去。秦望山在福建活动时，一直吸收无政府主义者，他的得力部下多是无政府主义者，包括：在漳州寮训练所主持政治教学的梁冰弦，担任晋江县宣传养成所教官的梁披云、刘抱真，主持民生农校的叶非英，1928年—1939年在晋江县办理党务的张赖愚，以及他培养出的学生李良荣、袁国钦。许卓然在世时，对秦望山吸收无政府主义者虽没积极赞成，但认为无政府主义者亦是进步力量，也不反对。1930年许卓然去世后，秦望山更加倚重无政府主义者。1920年代末后，无政府主义在广州、上海已无市场，中国无政府主义的主要人物集中于秦望山在泉州创办的黎明高级中学，吴克任校长，巴金也三次到访；因此，泉州一度被称为“安那其主义之都”。